# Základní pásmo

Spektrum signálu v základním pásmu zobrazuje závislost energie na frekvenci

Označení signál nebo přenos v základním pásmu se v telekomunikacích a v oboru zpracování signálu používá pro signály a systémy, jejichž frekvenční pásmo začíná blízko frekvence 0 Hz, méně striktně pak pro signály s velkou relativní šířkou pásma.
Signál v základním pásmu je často považováno za synonymum k nemodulovaný signál, a protiklad k modulovanému nebo vysokofrekvenčnímu signálu, u kterého je signál převeden na vyšší frekvenci, například pro přenos pomocí frekvenčního multiplexu.

## Použití

### Šířka pásma signálu v základním pásmu
Šířka pásma signálu v základním pásmu je rovna nejvyšší frekvenci signálu nebo systému, případně horní mezi takových frekvencí, například mezní frekvenci pásmové propusti. Naopak šířka pásma je rozdíl mezi nejvyšší a nejnižší nenulovou frekvencí.

### Kanál v základním pásmu
Kanál v základním pásmu anglicky lowpass channel je komunikační kanál přenášející frekvence blízké nule. Příkladem jsou dříve používané sériové kabely a lokální sítě (LANs), v protikladu ke kanálům v přeloženém pásmu, jako jsou rádiové kanály používané pro vysílání rozhlasu a televize. Frekvenční multiplex (FDM) umožňuje, aby jeden analogový telefonní vodič přenášel telefonní hovor v základním pásmu a současně jeden nebo více telefonních hovorů v přeloženém pásmu při použití systému nosné telefonie.

### Digitální přenos v základním pásmu
Digitální přenos v základním pásmu se označuje jako použití linkového kódu, umožňuje digitální přenos proudu bitů kanálem v základním pásmu, typicky vedením bez frekvenčního filtru. Opakem je přenos v přeloženém pásmu, nazývaný také modulovaný přenos. Přenos v přeloženém pásmu umožňuje komunikaci přes kanál s pásmovým filtrem, jako je lokální smyčka v telefonní síti nebo bezdrátový kanál s omezenou šířkou pásma.
Běžné vedení bez frekvenčního filtru je v zásadě kanál s charakterem dolní propusti, zatímco linkový kód je diskrétní signál, který zabírá frekvence spektra s nekonečnou šířkou pásma. Podle Shannonova–Nyquistova teorému vyžaduje bezchybná detekce linkového kódu, aby šířka kanálu byla Nyquistova rychlost, která je polovinou kódové rychlosti linkového kódu.

#### Přenos v základním pásmu v síti Ethernet
Označení „BASE“ ve Ethernetových standardech například 10BASE5, 100BASE-T a 1000BASE-SX, znamenají digitální přenos v základním pásmu, tj. použití linkového kódu na přenosovém médiu nepoužívajícím filtry.
Opakem je 10PASS-TS Ethernet, kde „PASS“ znamená použití signálu v přeloženém pásmu. Digitální přenos v přeloženém pásmu vyžaduje digitální modulační schéma, které je obvykle realizované modemem. U 10PASS-TS je použit standard VDSL, který je založen na diskrétní multitónové modulaci (DMT). Dalšími příklady technologie pro přístup k síti používající přeložené pásmo jsou bezdrátové sítě a kabelové modemy.

### Baseband procesor
Baseband procesor je jednočipový počítač (tj. jeden integrovaný obvod) v bezdrátových komunikačních zařízeních jako jsou mobilní telefony, který provádí zpracování signálu a umožňuje zařízení rádiovou komunikaci v reálném čase (tj. bez vlivu na aktuální jinou činnost zařízení).

### Signál v základním pásmu
Signál v základním pásmu je signál, který obsahuje frekvence ležící v porovnání s nejvyšší frekvencí velmi blízko nuly (například akustický signál může být považován za signál v základním pásmu, zatímco rádiový signál nebo jiný modulovaný signál signálem v základním pásmu není).
Za signál „v základním pásmu“ je obvykle považován signál, u kterého je výkon frekvenčních složek blízko 0 Hz srovnatelný s výkonem složek v blízkosti nejvyšší frekvence signálu.
Signály, které mohou být popsány jako složení velkého množství různých frekvencí. Zvláště v telekomunikacích se často část signálu s nízkými frekvencemi „kopíruje“ na vyšší frekvence pro účely přenosu, protože jen málo komunikačních médií umožňuje přenášet nízké frekvence bez zkreslení. V těchto případech se původní nízkofrekvenční složky označují jako signál v základním pásmu. Typicky se vysokofrekvenční kopie označuje jako „RF“ (radio frequency, rádiový nebo vysokofrekvenční) signál. Signál v základním pásmu je nízkofrekvenční signál, který je po modulaci přenášen různými kanály.

### Ekvivalentní signál v základním pásmu
Ekvivalentní signál v základním pásmu je v analogii s digitálními modulačními metodami s konstantní nosnou frekvencí (např. ASK, PSK a QAM, ale ne FSK) – komplexně ohodnocenou reprezentací modulovaného fyzického (vysokofrekvenčního, anglicky passband nebo RF) signálu. Ekvivalentní signál v základním pásmu je {\displaystyle Z(t)=I(t)+jQ(t)\,} kde {\displaystyle I(t)} je soufázový signál, {\displaystyle Q(t)} kvadraturní fázový signál a {\displaystyle j} je imaginární jednotka. U digitálních modulačních metod, jsou složky {\displaystyle I(t)} a {\displaystyle Q(t)} pro každý modulační symbol vidět na konstelačním diagramu. Frekvenční spektrum tohoto signálu obsahuje záporné i kladné frekvence. Fyzický vysokofrekvenční signál signál odpovídá: {\displaystyle I(t)\cos(\omega t)-Q(t)\sin(\omega t)=\mathrm {Re} \{Z(t)e^{j\omega t}\}\,} 
 kde {\displaystyle \omega } je nosná úhlová frekvence v rad/s.
V ekvivalentním modelu v základním pásmu komunikačního systému je modulovaný signál nahrazen komplexně ohodnoceným ekvivalentním signálem v základním pásmu s nosnou frekvencí 0 Hz, a vysokofrekvenční kanál je nahrazen ekvivalentním kanálovým modelem v základním pásmu, u kterého je frekvenční odezva převedena na frekvence v základním pásmu.

## Modulace
Signál v základním pásmu se často používá pro modulaci nosné vlny s vyšší frekvencí, aby bylo možné signál přenést pomocí rádiových vln. Výsledkem modulace je posun frekvence signálu k vyšším frekvencím (rádiové frekvence neboli RF). Při použití nejjednodušší amplitudové modulace se dvěma postranními pásmy zabírá výsledný signál dvojnásobnou šířku pásma než původní signál. Omezením nebo úplným odstraněním jednoho postranního pásma, případně i nosné (modulace s jedním postranním pásmem) lze potřebnou šířku pásma snížit. Některé způsoby modulace jako frekvenční modulace vyžadují ještě větší šířku pásma.
Obrázek ukazuje, co se děje při amplitudové modulaci:

Porovnání ekvivalentní verze signálu v základním pásmu a jeho amplitudově modulované (s dvojím postranním pásmem) vysokofrekvenční verze ukazuje typické zdvojnásobení zabraného pásma.

U některých signálů je obtížné rozhodnout, zda se jedná o signál v základním pásmu nebo ne. Například analogová přípojka v klasické komutované telefonní síti omezuje frekvenční pásmo pomocí pásmové propusti na 300 až 3400 Hz; protože signál neobsahuje frekvence v rozsahu 0 až 300 Hz, neměl by být považován za signál v základním pásmu. Ale v telefonních systémech používajících frekvenční multiplexní hierarchii je obvykle považován za signál v základním pásmu na rozdíl od modulovaných signálů používaných pro přenosy na velké vzdálenosti. Spodní mezní frekvence 300 Hz je v tomto případě považována za „téměř nulu“, protože se jedná o malý zlomek nejvyšší přenášené frekvence.
Nejjednodušší definicí je, že signál v základním pásmu je signál před modulací nebo multiplexováním, nebo signál po demodulaci nebo demultiplexování.
Kompozitní video signál produkovaný většinou modernějších videorekordérů, herních konzolí a DVD přehrávačů obvykle používá signál základním pásmu.